# Willem Albers
Willem (Wim) Albers, né le 30 novembre 1920 et mort le 30 décembre 2009, est une personnalité politique.